# Karolina Lewińska-Bąk
Karolina Lewińska-Bąk – polska altowiolistka, solistka Filharmonii Poznańskiej. 

## Życiorys
Studia muzyczne ukończyła z wyróżnieniem w 2005 na Akademii Muzycznej w Bydgoszczy (klasa prof. Jana Paruzela). Potem kończyła kursy mistrzowskie, m.in. pod kierunkiem Stefana Kamasy oraz Jerzego Kosmali. Od 2005 jest artystką Filharmonii Poznańskiej, a od 2008 – jej solistką. 

## Nagrody i stypendia
- 2003: Ogólnopolski Konkurs Altowiolinistów im. J. Rakowskiego w Poznaniu – IV miejsce,
- 2005: Międzynarodowy Konkurs "Festival Bled" – III miejsce,
- Międzynarodowy Konkurs im. Johannesa  Brahmsa w Pörtschach am Wörther See,
- 2006: stypendium DAAD – Universität der Künste Berlin[1][2].